# Vzglyad
Vzglyad (Взгляд en ruso) es un programa televisivo ruso de información y entretenimiento de la compañía VID que estuvo en antena desde 1987 hasta 2001. Fue creado y presentado (en sus inicios) por Vlad Listyev.
El programa se convirtió en uno de los símbolos de la perestroika y revolucionó la percepción que tenía el público soviético de los años 80 respecto al periodismo y los telediarios. Vzglyad era presentado por jóvenes periodistas que vestían ropa informal además de poner vídeos musicales. Todo lo contrario a lo que el espectador soviético solía ver. El target estaba dirigido al público urbanita joven que representaba los intereses de una nueva generación que buscaba algo diferente.
El periodista ruso Vladimir Mukusev afirmó que "la parte más importante del programa eran los invitados". En una entrevista afirmó que el programa llegó a influir en las decisiones del Gobierno. Por ejemplo: por primera vez hizo acto de presencia en los estudios Artyom Tarasov, primer millonario legal. Cuando se debatió sobre los altos precios que se pagaban para obtener una membresía al partido se produjo tal escándalo, que se tuvo que establecer una base legal para la transición del país a una economía multiestructural y a una nueva clase de mercado.

## Equipo del programa

### Presentadores
|  | - (1987-91) Dmitriy Zakharov (1987—1990) - (1987-91) Vladislav Listiev - (1987-91/1994-01)Aleksandr Lyubimov - (1987) Oleg Vakulovskiy - (1988-91) Aleksandr Politkovskiy | - (1988-89) Sergei Lomakin - (1988-90) Vladimir Mukusev - (1989-90) Artyom Borovik - (1989-90) Yevgeniy Dodolev - (1990-91) Igor Kiril'lov |

### Directores
|  | - Ivan Demidov - Konstantin Ernst (acreditado también como guionista) - Andrei Razbash - Tatyana Dmitrakova | - Sergei Morozov - Aleksandr Kuprin - Yelena Karpova (redactora musical) - Marina Lozovaya (redactora musical) |

### Periodistas
|  | - Yelena Sarkisian - Vladislav Flyarkovskiy - Yana Chernukha - Yelena Khanga - Dmitriy Dibrov | - Ivan Usachyov - Oksana Naychuk - Yelena Masyuk - Valeriy Komissarov - Andrei Kalitin - Vasiliy Utkin |

### Corresponsales
|  | - Kirill Velyaninov - Ilyas Bogatyryov - Olesya Bondareva - Tamara Bocharova - Yuliya Vodzakovskaya - Al'la Volokhina - Eduard Dzhafarov - Aelita Yefimova - Andrei Kirisenko | - Roman Kamenskiy - Anastasiya Kozlova - Aleksei Kosulnikov - Artyom Liss - Normund Masalskiy - Aksana Panova - Pyotr Tolstoi - Sergei Kholodny - Vadim Khulankhov - Mikhail Shevelyov |